# NGC 2276
NGC 2276是位於星座仙王座中的一個中間螺旋星系。這個星系距離地球1.2億光年。NGC 2276具有不對稱的外觀，很可能是由於與其鄰居橢圓星系NGC 2300的引力相互作用造成的。NGC 2276的軌道速度約為968公里/秒。尾隨著NGC 2276的是一條長約30萬光年（10萬kpc），由衝壓力剝離形成的星際介質長尾。
眾多星爆旋臂中的一支中，包含一個質量是太陽50,000倍的中等質量黑洞，命名為NGC 2276-3c。NGC 2276-3c產生了兩種噴流：一種是長約2,000光年的大型無線電噴流，另一種是約6光年長的"內部噴流"。這個星系顯示出增強的恆星形成速度，可能是與矮星系的碰撞引發，或者通過與其相鄰的壓縮氣體和塵埃的引力相互作用造成。
它是由弗里德里希·奧古斯特·特奧多爾·溫尼克在1876年發現的。在特殊星系圖集中，該星系被提及兩次，一次被稱為Arp 25，屬於有一個大質量旋臂的螺旋星系，另一次被提及為Arp 114，與NGC 2300成對，屬於靠近橢圓星系並被擾動的螺旋星系。
NGC 2276自1962年以來，它已經是六顆超新星的家園。
| 超新星  | apmag | 類型 |
| ------- | ----- | ---- |
| 2016gfy | 15.5  | II   |
| 2005dl  | 16.5  | II   |
| 1993X   | 16.3  | II   |
| 1968W   | 16.6  | ?    |
| 1968V   | 15.7  | ?    |
| 1962Q   | 16.9  | ?    |

## 圖集

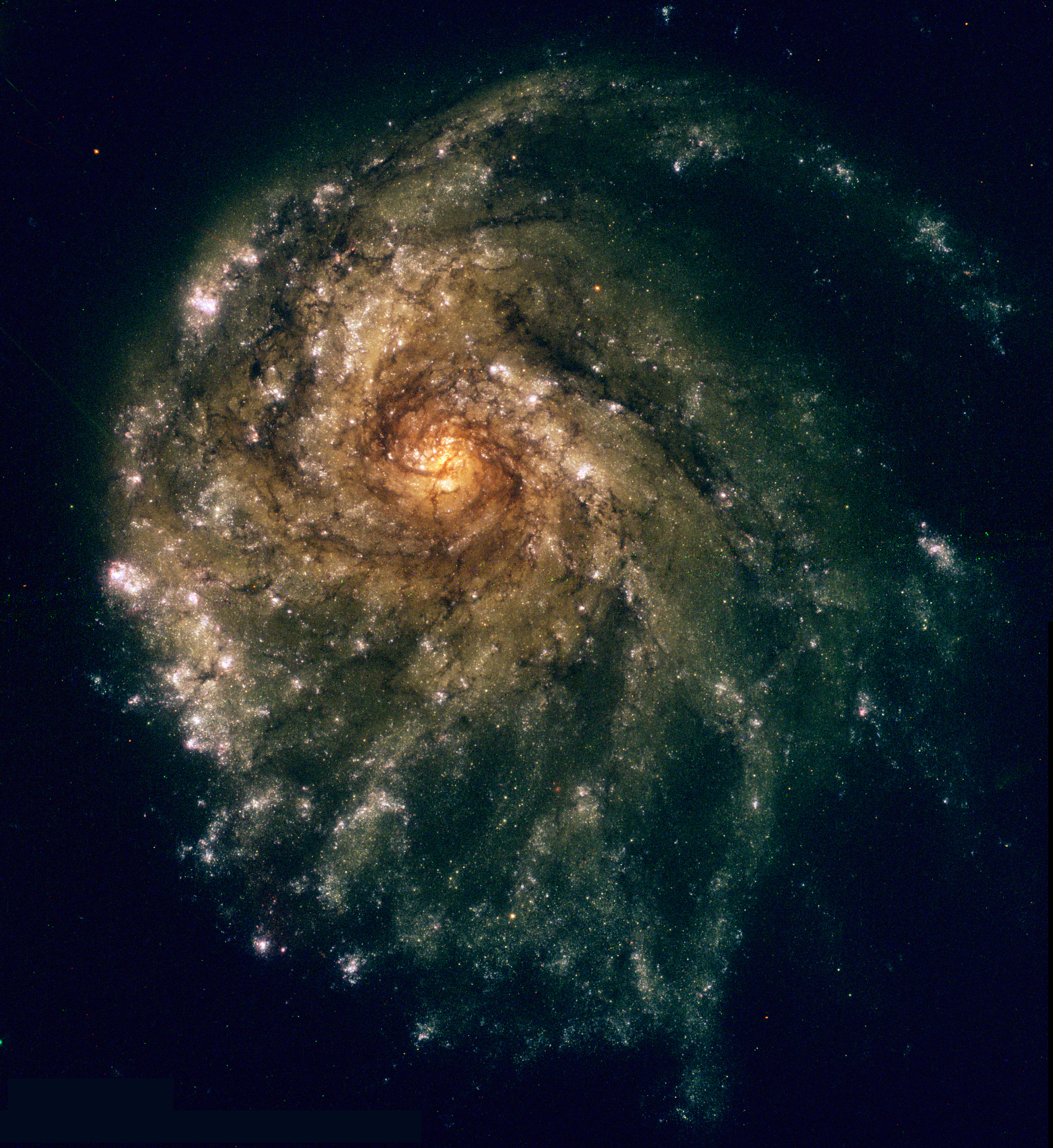
哈伯太空望遠鏡的影像。
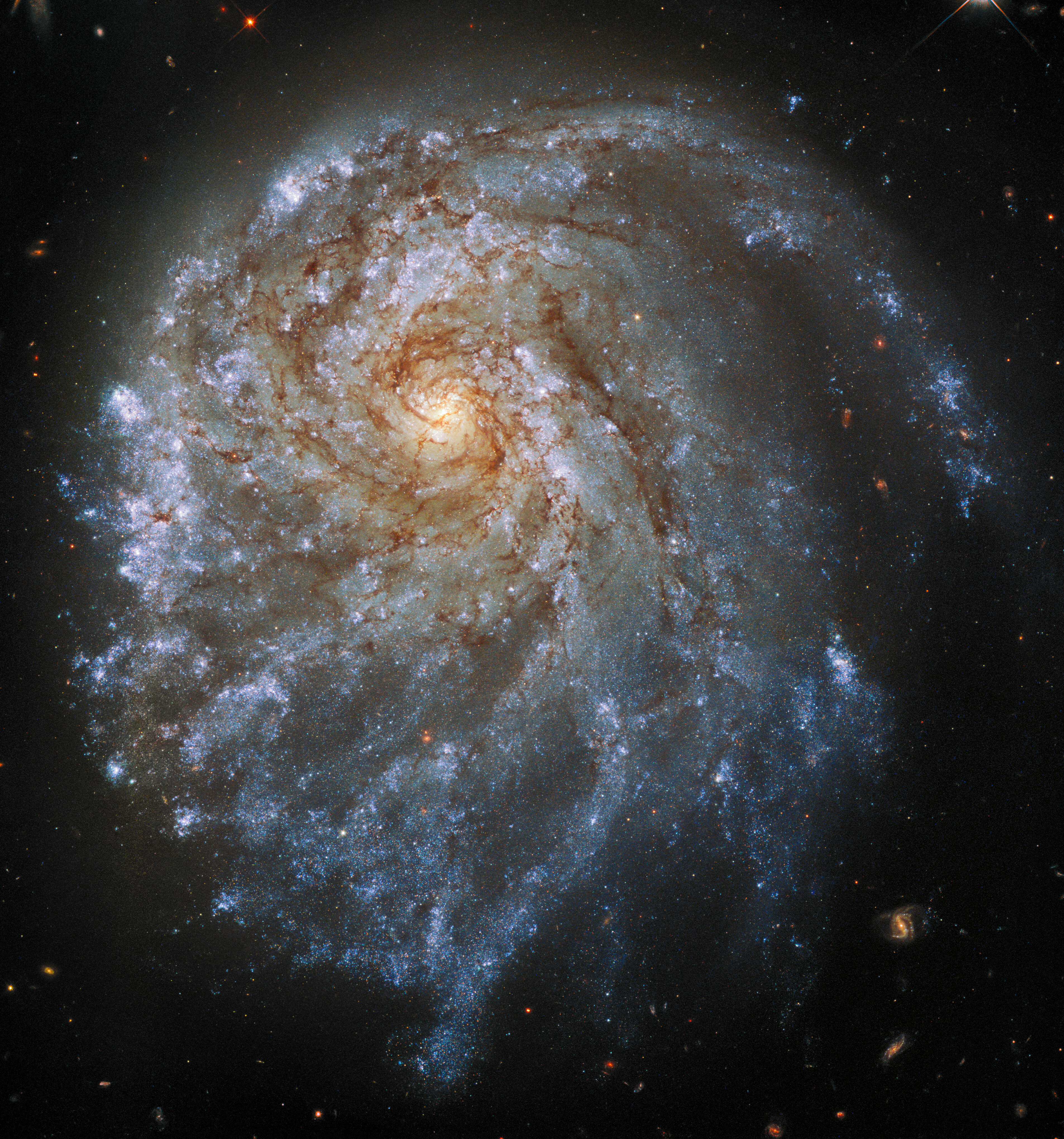
NGC 2276的拖曳臂[8]。

## 外部連結
- Supernova SN 2016gfy in NGC 2276 （页面存档备份，存于）  from The Virtual Telescope Project
- WikiSky上关于NGC 2276的内容：DSS2, SDSS, GALEX, IRAS, 氢α, X射线, 天文照片, 天图, 文章和图片